# Rocky View County
Das Rocky View County ist einer der 63 „municipal districts“ in Alberta, Kanada. Der Verwaltungsbezirk liegt in der Calgary Metropolitan Region und gehört zur „Census Division 6“. Er wurde zum 1. Februar 1943, durch Zusammenlegung zwei anderer Verwaltungsbezirke, eingerichtet (incorporated als „Municipal District of Beddington No. 220“) und sein Verwaltungssitz befindet sich zwischen Airdrie und Calgary, östlich des Weilers Balzac.
Der Verwaltungsbezirk ist für die kommunale Selbstverwaltung in den ländlichen Gebieten sowie den nicht rechtsfähigen Gemeinden, wie Dörfern und Weilern und ähnlichem, zuständig. Für die Verwaltung der Städte (City) und Kleinstädte (Town) in seinen Gebietsgrenzen ist er nicht zuständig.

## Lage
Der „Municipal District“ liegt im südlichen Zentrum der kanadischen Provinz Alberta und umschließt Calgary im Norden, Westen und Osten. Im Süden folgt die Bezirksgrenze weitgehend dem Bow River.
Die Hauptverkehrsachsen des Bezirks sind die in Ost-West-Richtung verlaufenden Alberta Highway 1 (als südliche Route des Trans-Canada Highway) und Alberta Highway 72, sowie in Nord-Süd-Richtung die Alberta Highway 2, Alberta Highway 9 und Alberta Highway 22. Da der Alberta Highway 2 durch den Bezirk führt, verläuft auch der CANAMEX Corridor durch den Bezirk. Außerdem verlaufen Strecken der Canadian Pacific Railway durch den Bezirk.
Im Südwesten des Bezirks findet sich ein Reservat (Tsuu T'ina Nation 145) der First Nation, hier der Tsuu T'ina. Laut dem „Census 2016“ leben in dem 282,92 km² großen Reservat 1643 Menschen. Im Westen des Bezirks findet sich ein weiteres Reservat (Stoney 144) der First Nation, hier verschiedener Gruppen der Stoney Nakoda Nation. Laut dem „Census 2016“ leben in dem Bezirksübergreifenden 445,72 km² großen Reservat 3713 Menschen.
Mit dem Big Hill Springs Provincial Park und dem Glenbow Ranch Provincial Park befinden sich zwei der Provincial Parks in Alberta im Bezirk.
|                                                  | Mountain View County                        | Kneehill County  |
| Municipal District of Bighorn No. 8              | Kompassrose, die auf Nachbargemeinden zeigt | Wheatland County |
| Kananaskis Improvement District Foothills County | City of Calgary                             | Foothills County |

## Bevölkerung
| Jahr | Erhebung          | Einwohner | Änderung | Fläche (km²) | Bev.-dichte (EW/km²) |
| ---- | ----------------- | --------- | -------- | ------------ | -------------------- |
| 2016 | Volkszählung 2016 | 39.407    | + 10,2 % | 3.836,33     | 10,3                 |
| 2011 | Volkszählung 2011 | 36.461    | + 9,9 %  | 3.885,41     | 9,4                  |

## Gemeinden und Ortschaften
Folgende Gemeinden liegen innerhalb der Grenzen des Verwaltungsbezirks:
- Stadt (City): Airdrie, Chestermere
- Kleinstadt (Town): Cochrane, Crossfield, Irricana
- Dorf (Village): Beiseker
- Weiler (Hamlet): Balzac, Bottrel, Bragg Creek, Cochrane Lake, Conrich, Dalemead, Dalroy, Delacour, Indus, Janet, Kathyrn, Keoma, Langdon, Madden

Außerdem bestehen noch weitere, noch kleinere Ansiedlungen und zahlreiche Einzelgehöfte.